# Фенера
Фенера је ненасељено острвце у хрватском делу Јадранског мора у акваторији општине Медулин. Poreklo naziva je od Grčke reči - "phanarion" (srednjevekovni Grčki: Φανάριον) a značenje reči je: lanterna ili postolje lampiona.
Острво је једно од 7 острва која се налазе пред, односно у Медулинском заливу око 2 км источно од полуостврва Камењак. Површина Фенере износиоси 0,17 км². Дужина обалске линије је 1,7 км.. Највиши врх на острву је висок 8 метара.